# Şirvan
Şirvan (prima del 1938 Zubovka; dal 1938 al 2008 Ali Bayramli in azero Əli Bayramlı, trascritto anche come Ali Bairamly, Ali-Bairamli, Ali-Bayramli, Ali-Bayramly, Äli Bayramlı, Ali Bajramli, Äli Bayramli e Aly-Bayramly; chiamata anche Arab Shakhverdi, Arab-Shakhberdy e Arab-Shakhverdy) è una città dell'Azerbaigian.
Per decisione del Parlamento dell'Azerbaigian del 25 aprile 2008 la città ha cambiato nome da Ali Bayramli al nome attuale.